# Dựng cấu hình sợi nhiễm sắc

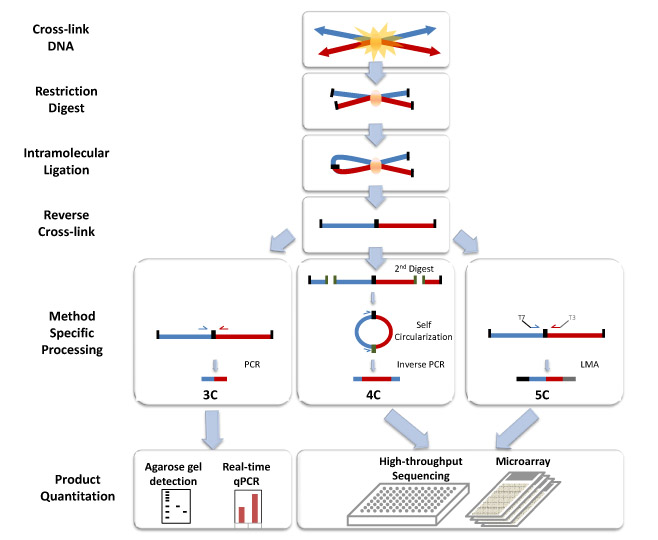
Sơ đồ mô tả kĩ thuật 3C (Chromosome Conformation Capture).

Dựng cấu hình sợi nhiễm sắc là tập hợp các kĩ thuật phân tích tổ chức không gian của sợi nhiễm sắc trong tế bào sống, từ đó nhận biết được cấu trúc không gian (3D) của nhiễm sắc thể và phân bố các vùng gen dài (long genomic regions) trên ADN của sợi nhiễm sắc.
"Dựng cấu hình sợi nhiễm sắc" là thuật ngữ dịch từ tiếng Anh Chromatin Conform Capture (viết tắt là 3C), cũng có tác giả gọi là Chromosome Conformation Capture, hoặc là Capturing Chromosome Conformation. Đây là một công nghệ hiện đại, sử dụng nhiều kĩ thuật trong nghiên cứu sinh học phân tử dùng để nghiên cứu cấu trúc sợi nhiễm sắc (chromatin), nhằm hiểu biết sâu rộng hơn về cấu trúc nhiễm sắc thể ở cấp độ phân tử trong các tế bào sống. Nghiên cứu đầu tiên sử dụng kĩ thuật 3C được công bố bởi các tác giả Dekker J, Rippe K, Dekker M và Kleckner N vào năm 2002, trong đó các nhà khoa học này đã khám phá ra rằng nhiễm sắc thể thứ ba của nấm men tạo thành cấu trúc vòng lệch ("Capturing chromosome conformation" - Science. 2002 Feb 15;295(5558):1306-11).

## Lược sử
Khoảng đầu những năm 2000, Job Dekker đã đưa ra ý tưởng rằng: từ các dữ liệu rất phong phú về tần số tương tác giữa các lô-cut có thể suy ra tổ chức trong không gian của cả bộ gen. Đây là cơ sở cho sự phát triển của ông và các cộng sự trong phòng thí nghiệm Kleckner tại trường Đại học Harvard về hàng loạt các thử nghiệm 3C, được công bố năm 2002.
Sau đó, năm 2006 thì Marieke Simonis đã phát minh ra 4C, rồi Dostie thuộc phòng thí nghiệm Dekker đã phát minh ra 5C. Đến năm 2007, B. Franklin Pugh đã đổi mới kỹ thuật ChIP-seq. Năm 2009, Lieberman-Aiden và Job Dekker đã phát minh ra Hi-C, sau đó là Melissa J. Fullwood đã phát minh ra kỹ thuật ChIA-pet.

## Sơ lược phương pháp thí nghiệm
Đầu tiên, các bộ gen của tế bào được liên kết với formaldehyde, "đóng băng" các liên kết giữa các lô-cut trong bộ gen. Xử lý tế bào với 1-3% formaldehyde, trong 10-30 phút ở nhiệt độ phòng thí nghiệm là phổ biến nhất. Sau đó, dùng endonuclease cắt chuỗi ADN thành nhiều đoạn xác định. Các loại EcoR1 hoặc HindIII thường được sử dụng cho mục đích này, cắt ADN thành các đoạn 4000bp. Cách này áp dụng ở người sẽ tạo ra khoảng 1 triệu đoạn.
Bước tiếp theo là thắt nút dựa trên vùng lân cận. Điều này xảy ra ở nồng độ DNA thấp hoặc trong các nhân nguyên vẹn, đã được thẩm thấu với sự hiện diện của T4 DNA ligase, do đó sự thắt chặt giữa các đoạn tương tác liên kết chéo được ưu tiên hơn sự thắt chặt giữa các đoạn không liên kết chéo. Sau đó, khuếch đại các điểm nối liên kết bằng PCR.

## Ý nghĩa

### Hình thái học nhiễm sắc thể

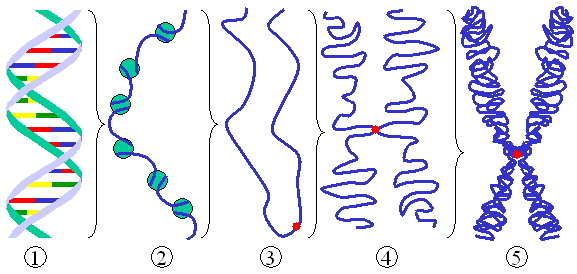
Mô hình cấu trúc siêu hiển vi của nhiễm sắc thể với 5 bậc.

Nhờ phương pháp này, các nhà nghiên cứu đã khám phá ra cấu trúc nhiễm sắc thể nhân thực, mà bất kì kính hiển vi quang học hiện đại nào cũng không thể phát hiện được (hình bên).

### Bệnh ở người
- Có một số bệnh gây ra bởi các khiếm khuyết trong tương tác giữa các cấu trúc bất thường phát hiện nhờ phương pháp này.
- Bệnh bạch cầu nguyên bào lympho cấp tính tế bào T.[11]
- PPD2 (polydactyly của ngón tay cái ba đầu) là do đột biến của chất tăng cường ZRS, do đó đã tăng cường sản xuất của gen SHH.[12][13]
- Ung thư biểu mô tuyến ở phổi có thể do sự nhân đôi của yếu tố tăng cường gen MYC.[14]
- Bệnh beta thalassemia là một loại rối loạn máu nhất định do mất yếu tố tăng cường LCR.[15][16]
- T-cell acute lymphoblastic leukemia is caused by an introduction of a new enhancer.[17]